# Rudolf von Colloredo
Rudolf Hieronymus Eusebius von Colloredo-Waldsee (České Budějovice, 2 novembre 1585 – Praga, 24 febbraio 1657) è stato un militare e politico austriaco.
Membro del Consiglio Privato dell'imperatore, fu feldmaresciallo e proprietario del 45º reggimento di fanteria, nonché governatore di Praga, comandante generale della Boemia e Gran Priore in loco dell'Ordine di Malta.

## Biografia
Rodolfo Gerolamo Eusebio era il figlio minore del fondatore della sua casata, Ludovico di Colloredo, e di sua moglie la contessa Perla (anche Paola) di Polcenigo.
Suo padre, che già aveva seguito l'allora arciduca Rodolfo II d'Asburgo nei suoi viaggi in Spagna e in Boemia, ottenne che il padrino di battesimo di suo figlio fosse proprio il futuro imperatore, a cui diede appunto il nome di Rodolfo. Crescendo, il giovane fu coppiere dell'imperatore, ma si vide ben presto tagliato maggiormente per la carriera militare.
Entrato nell'Ordine di Malta, venne ben presto nominato Gran Priore in Boemia dall'imperatore e si impegnò in prima linea nella guerra dei trent'anni cogliendo l'occasione per distinguersi diverse volte. Nel 1624 gli venne riconosciuto il titolo di conte e dal 1629 ottenne il permesso di tenere un proprio reggimento, il 45º fanteria, con il quale prese parte al resto della guerra sino alla Pace di Vestfalia.
Durante la Guerra di successione di Mantova e del Monferrato, Rudolf venne inviato nell'Italia settentrionale con il titolo di colonnello sotto il comando di Mattia Galasso e con questi nel luglio del 1630 combatté la battaglia di Mantova e saccheggiò la città. Il 27 gennaio 1632 venne promosso generale. Sempre nel corso della Guerra dei trent'anni, prese parte alla Battaglia di Lützen il 6 novembre 1632, dove rimase ferito sette volte riuscendo però a trattenere l'esercito svedese con una piccola forza. Il 23 dicembre di quello stesso anno venne promosso Feldmarschall e venne trasferito sempre al seguito di Matthias Gallas dapprima in Lorena e poi in Borgogna. L'imperatore Ferdinando III lo nominò suo Consigliere Privato e lo nominò Feldmaresciallo nel 1634.
Combatté nuovamente nella Battaglia di Pilsen e riuscì a mantenere le sue truppe in Slesia in perfetto ordine. Per premiarlo della fedeltà dimostrata e dell'efficienza sul campo l'imperatore lo infeudò del vasto possedimento di Opočno in Boemia, nei pressi della contea di Glatz, nei territori che già fecero parte dei domini del generale Albrecht von Wallenstein, Rudolf nel 1637 divenne il Gran Priore dell'Ordine di Malta per la Bohemia e dal 1647 venne nominato ambasciatore dell'Ordine presso la corte imperiale.
Nel 1646 ottenne l'incarico di governatore di Praga, mantenendo tale incarico sino al 1648 e ricoprendo contestualmente la carica di comandante generale della armate della Boemia. Il 26 luglio 1648 difese coraggiosamente la città e il Castello di Praga rendendo quindi inefficace il raid tentato dall'esercito svedese capeggiato dal generale Hans Christoff von Königsmarck.
Dopo la fine della guerra, con il ricco patrimonio accumulato, fece costruire il Palazzo Schönborn di Praga che attualmente ospita l'ambasciata statunitense presso la Repubblica Ceca. Morì a Praga il 24 febbraio 1657.